# Michael Turnbull (Bischof)
Michael Turnbull (* 27. Dezember 1935 in Wombwell, Barnsley) ist ein englischer Bischof der anglikanischen Church of England.

## Leben
Nach seiner Schulzeit studierte Turnbull am Keble College in Oxford anglikanische Theologie, wo er 1958 seinen Abschluss machte. 1960 wurde Turnbull als Diakon ordiniert und 1961 erfolgte seine Weihe als anglikanischer Priester in der Manchester Cathedral. Danach war Turnbull als Priester in der anglikanischen Diocese of Manchester tätig und wechselte dann 1961 in die anglikanische Diocese of St Albans. 1965 nahm Turnbull eine Stelle als Kaplan (Adjunkt) des Erzbischofs von York an und 1969 wechselte Turnbull seine Aufgabe, um Kaplan an der University of York zu werden. 1988 wurde Turnbull zum Bischof von Rochester geweiht, nachdem er schon 1984 Erzdiakon von Rochester geworden war. Von 1994 bis zu seinem Ruhestand im Jahre 2003 war Turnbull Bischof von Durham. Sein Nachfolger in Durham wurde 2003 Bischof Nicholas Thomas Wright.
In seiner Amtszeit als Bischof von Durham war Turnbull Vorsitzender der anglikanischen Kommission für die Organisation der Church of England und Kraft Amtes als geistlicher Lord Mitglied des House of Lords. Im September 1994 geriet Turnbull wegen eines Artikels der englischen Zeitung News of the World, weil er im Jahre 1968 wegen Cruising verurteilt wurde, in die Schlagzeilen der englischen Presse. Die englische LGBT OutRage! Organisation outete daraufhin 1994 Turnbull und neun weitere anglikanische Bischöfe.
Turnbull ist mit Brenda Turnbull verheiratet, und sie leben gegenwärtig in Kent. Gemeinschaftlich haben sie drei Kinder sowie sieben Enkelkinder.